# Dan Fleeman
Daniel Fleeman (3 de octubre de 1982) es un ciclista británico, retirado desde 2011.
En 2008 ganó el Tour de los Pirineos.

## Palmarés
2005
- Premio De La St Amour
- 1 etapa del Tour de Beaujolais

2008
- Tour de los Pirineos

2017
- Rutland-Melton International CiCLE Classic

## Equipos
- DFL-Cyclingnews-Litespeed (2007)
- An Post-M.Donnelly-Grant Thornton-Sean Kelly Team (2008)
- Cervélo Test Team (2009)
- Team Raleigh (2010-2011)